# Ayda Field
Pour les articles homonymes, voir Field.
Ayda Field, née Ayda Sabahat Evecan, le 17 mai 1979, est une actrice de films et de séries aux États-Unis.
Depuis 2015, elle intervient régulièrement dans l'émission de télévision Loose Women au Royaume-Uni. En septembre 2018, elle devient membre du jury dans la version britannique de The X Factor, aux côtés de son mari, le chanteur Robbie Williams.

## Biographie

### Enfance
Née à Los Angeles, en Californie, d'un père turc musulman et d'une mère américaine de religion juive, la productrice de cinéma Gwen Field.
Ayda Field a étudié à Harvard-Westlake School, où elle a obtenu son diplôme en 1997.

### Carrière
Elle s'est fait connaître dans le soap opéra Des jours et des vies de la chaîne NBC, mais s'est ensuite spécialisée dans les rôles comiques.
Elle a fait de nombreuses apparitions dans Les cols Bleus de la télévision, a été l'invitée vedette de la sitcom Eve et a interprété Jeannie Whatley dans Studio 60 on the Sunset Strip, sur la chaîne NBC. Elle a joué le rôle de Montana Diaz Herrera (alias Sally Lerner), présentatrice météo de News9 dans la sitcom de la Fox Retour à Vous, où elle apparaît dans 10 épisodes de la première saison.
Ayda rejoint le casting du pilote de la série Making It Legal (dans le rôle d'une avocate nommée Elise), mais ABC n'a pas retenu le pilote. En juin 2008, elle est choisie pour interpréter le premier rôle féminin du pilote de la comédie [sans titre] de David Kohan et Max Mutchnick sur la chaîne ABC, remplaçant ainsi Sarah Lafleur.
Elle fait ses débuts à la télévision britannique en 2016 dans l'épisode final de la série Fresh Meat. Elle apparaît cette même année dans la série Paranoid de ITV/Netflix, puis rejoint l'émission de la chaîne ITV, Loose Women, en tant qu'intervenante vedette.
En 2018, elle devient membre du jury de l'émission musicale The X Factor aux côtés de son mari Robbie Williams, du créateur de l'émission Simon Cowell et de Louis Tomlinson, des One Direction.

### Vie privée
Ayda est mariée à l'auteur-compositeur-interprète anglais Robbie Williams. Ils ont commencé à se fréquenter en juillet 2006 et vivent ensemble depuis 2009. En octobre 2009, lors d'une interview en direct sur la station de radio de Sydney 2Day FM, Robbie a demandé Ayda en mariage, mais a déclaré plus tard qu'il s'agissait d'une blague et qu'ils n'étaient pas fiancés. Il a été par la suite confirmé qu'ils s'étaient fiancés pendant les fêtes de Noël de cette même année. Robbie Williams et Ayda Field se sont mariés à leur domicile de Mulholland Estates, à Beverly Hills, le 7 août 2010,.
Le 30 mars 2012, Robbie Williams et Ayda Field annoncent qu'ils attendent leur premier enfant, une fille. Theodora Rose naît le 18 septembre 2012.
Ils ont également un fils, Charlton Valentine, né le 27 octobre 2014.
Le 7 septembre 2018, elle a annoncé via Instagram qu'une mère porteuse avait accouché de leur troisième bébé, une fille prénommée Colette Joséphine.
Le 13 février 2020, elle a annoncé via Instagram qu'une mère porteuse avait accouché de leur quatrième bébé, un fils prénommé Beau Benedict Enthoven.